# Гаррі Реднапп
Ге́нрі «Га́ррі» Джеймс Ре́днапп (англ. Henry James "Harry" Redknapp; нар. 2 березня 1947 рік, Лондон, Англія) — англійський футболіст і тренер.
Батько колишнього півзахисника і екс-капітана «Ліверпуля» Джеймі Реднапа і дядько півзахисника «Челсі» Френка Лемпарда.
28 листопада 2007 року Реднапп був арештований за підозрою в причетності до корупції. Пізніше Гаррі був відпущений.
За результатами сезону 2009/10 удостоєний престижної індивідуальної нагороди — звання Менеджера року в англійській Прем'єр-Лізі.

## Досягнення
- Чемпіон Європи (U-18): 1964

«Борнмут»
- Переможець Третього дивізіону: 1986-87
- Володар Трофею Футбольної Ліги: 1984

«Вест Гем Юнайтед»
- Володар Кубка Інтертото: 1999

«Портсмут»
- Переможець Першого дивізіону: 2002-03
- Володар Кубка Англії: 2007-08